# La España Musical

La España Musical était une revue dirigée par Manuel González Araco qui a commencé à paraître en décembre 1886 à Madrid et qui traitait principalement de sujets concernant la musique ainsi que le théâtre mais comprenait également des articles sur la peinture, la littérature, la politique et les sciences.  

## La revue
La España Musical paraissait les 7, 14, 21 et 28 de chaque mois, ce qui en faisait une revue hebdomadaire. Elle comprenait toujours 16 pages et publiait de manière séparée une pièce de musique pour une fanfare ou pour le piano. La revue n'a eu que 14 numéros car elle s'est arrêtée au début de 1887 bien qu'elle ait eu une suite avec la revue La España également dirigée par Manuel González, avec la même structure, mais en raccourcissant son titre pour ne pas trop limiter la liste des thèmes abordés. Elle publiait également des biographies de compositeurs, des chroniques d'œuvres musicales et de représentations théâtrales qui étaient données dans les théâtres de Madrid (Princesa, Español et Real) ainsi que des chroniques de société et de variétés.
La revue comptait des collaborateurs importants comme Emilio Castelar, Tomás Bretón, José María Ortega, Manuel Berbiela et José Alegría, mais certains ont souvent signé sous des pseudonymes comme “Flautín” ou “Paquito”.

## Partitions publiées
Avec chaque numéro de la revue était publiée une partition qui alternait généralement entre une pièce pour piano et une pièce pour fanfare, qui se voulait une musique de niveau national. La liste des partitions publiées avec les numéros de La España Musical est la suivante :
1. Al soldado español (première partie) (pasodoble de Eduardo López Juarranz)
2. Al soldado español (seconde partie)
3. Barcarola  (pièce pour piano de P. Fontanilla)
4. Infanta Isabel  (Mazurka de salon de Carlos Pintado y Argüelles)
5. ¡Alerta!  (première partie) (Marche Militaire de A. Vázquez Domenech)
6. ¡Alerta!  (seconde partie)
7. Zortzico (première partie) (pièce pour piano et voix de R. Oyanarte, texte de Justo Mª Zabala)
8. Zortzico  (seconde partie) (pièce pour piano et voix de R. Oyanarte, texte de Justo Mª Zabala)
9. El antifaz  (Danse de Eduardo López Juarranz)
10. Idilio  (Un dulce sueño de D. Zabala)
11. Carlota  (Polka de Leopoldo Martín y Elexpuru)
12. Eulalia (première partie) (Mazurka de salon de Carlos Pintado y Argüelles)
13. Eulalia (seconde partie) (Mazurka de salon de Carlos Pintado y Argüelles)
14. Impromptu (pièce pour piano de P. Fontanilla)

La España Musical a acquis un grand prestige dans les milieux artistiques et politiques tout spécialement dans le Madrid de la fin du XIXe siècle grâce en grande partie à cause de la collaboration de personnages importants de l'époque comme Emilio Castelar ou José Alegría.
La suite de La España Musical, La España s'est maintenue pendant approximativement 45 autres numéros tout en maintenant la même rigueur et les mêmes objectifs que ceux de la revue qui l'a précédée.